# ファイル島
ファイル島（ファイルとう）は、バンダイのデジタルモンスターシリーズに登場する架空の島。
デジモンシリーズ中、数作品で冒険の舞台となる。ビデオゲーム『デジモンワールド』、テレビアニメ『デジモンアドベンチャー』ではファイル島が舞台となり大きな役割を担った。設定上、存在位置は地球上ではなくデジタルワールドであり人間は住んでいない。しかし自動販売機や公衆電話など、人間界の施設があったり、日本語で書かれた看板が島中に設置されていたりと一風変わった島である。

## 環境
それほど大きな島ではない。回りを架空の海に囲まれている。小さいながらも氷雪気候（フリーズランド）、熱帯雨林（トロピカジャングル）、サバナ気候（ギアサバンナ）、渓谷地帯（グレートキャニオン）と、様々な環境が凝縮され混在している。
『デジモンワールド』におけるファイル島の時間配分は、1日は24時間で、1年は30日。ゲーム中の1時間は実際時間の1分間。朝は4時 - 7時59分、昼は8時 - 15時59分、夕方は16時 - 19時59分、夜は20時 - 3時59分である。
生息する植物は全て架空の物で、いたるところに電子基板が露出していたりと、現実世界ではないことがうかがえる。『デジモンワールド』では人間は住んでいないが、サカナ（架空）が生息しており、カード商人（人間ではない）もいたりと、デジモンだけというわけでもない（虫や鳥の鳴き声も確認される）。
アニメとゲームでは多少設定が異なる。

### アニメとゲームの共通点
- 島の中央にムゲンマウンテンという山がそびえる。ゲーム『デジモンワールド』では最後のステージだった。アニメ『デジモンアドベンチャー』では選ばれし子供たちによってファイル島全体が見渡された。
- 島の北部は豪雪地帯となっている（フリーズランド）。島の南部には熱帯が広がり、ファイル島は実際の地球環境で北半球を模していることがわかる。
- 島中に生息するデジモンたちによって集落が複数形成されている。
- 「ファクトリアルタウン」、「おもちゃの街」、「オーバーデル墓地」「はじまりの街」などはゲームとアニメ両作品で登場。
- 自動販売機がある。

### アニメとゲームの相違点
- 『デジモンワールド』には「はじまりの街」があり、そこを中心に物語は進む。
- 『デジモンワールド』ではゲームの性質上、島中に相当数のトイレが設置されている。
- 『デジモンアドベンチャー』のファイル島にはそれほど細かく各地に名称はない。
- 小説版のみ、ファイル島の一部がお菓子で出来ているという、とある童話的な設定が追加されている。

## エリア
主に『デジモンワールド』を参考としている。
各登場デジモンの詳細はデジモン一覧を参照。

### はじまりの街近辺
はじまりの街（はじまりのまち）
ファイル島の中心部、ムゲンマウンテンのふもとに位置する小さな街。『デジモンワールド』では物語のホームタウンとなる。ジジモンが長を務め、町に参加してくれたデジモンたちが集まり様々なデジモンたちが島中からやってきて店を開くなど、小さいながらも経済活動が盛んに行われている。
グリーンジム
はじまりの街に隣接する屋外トレーニング施設。ここでパートナーデジモンを鍛える。全てのステータスをバランスよく上げることができ、育成上欠くことのできない場所である。コロモンが管理している模様。
デジブリッジ
はじまりの街東部にある橋。当初はボロボロに壊れていて使用できないが、街の繁栄度が上がると有志のデジモンによって修復され、トロピカジャングルへの行き来が可能となる。
迷わずの森（まよわずのもり）
はじまりの街南部に広がる広大な森。その名の通り迷うことがないほどのかんたんな森。『デジモンワールド』では主人公が最初に訪れるエリア。生息しているデジモンはどれも弱い。デジタケがよく採れる。
竜の目の湖（りゅうのめのみずうみ）
迷わずの森の隣に広がる湖。釣りの名所であり『デジモンワールド』では島中で唯一釣りを楽しむことが出来る。ポイントは2か所あり生息する魚はやや異なる。シードラモンが主として君臨する。
ビートランド
「竜の目の湖」に住むシードラモンに連れて行ってもらうことができる場所。テントモンなどの昆虫系のデジモンが生息しており、闘技場では大会も開催されている。

### ギアサバンナエリア
ギアサバンナ
島の西部に位置する広大な草原地帯。動物タイプのデジモンが多数生息する。トレーニング施設もある。海沿いのある場所では毎月1日 - 15日にカード市が開かれている。
ミハラシ山（ミハラシやま）
迷わずの森とギアサバンナの間に横たわる山地。『デジモンワールド』ではベーダモンによる一連のUFO騒動の舞台となった。
ドリルトンネル
ミハラシ山の内部を通り、迷わずの森とギアサバンナを直結するトンネル。その名の通りドリモゲモンが掘削作業にあたっており、当初は工事中で先に進めないがストーリーが進むと完全に開通される。内部はトンネルというより洞窟であり溶岩も流れ込む灼熱のエリア。場所ごとに名称がある。
- ドリモゲモン居住区（ドリモゲモンきょじゅうく）
- 地底湖（ちていこ）
- 溶岩洞（ようがんどう）
- レオモン先祖の洞くつ（レオモンせんぞのどうくつ）

ゴミの山（ゴミのやま）
ギアサバンナ北部に位置し、島中のゴミが集まって形成されるゴミの園。ゴミを好むスカモンたちが領地としており、「ダストキングダム」と命名されている。内部にはトレーニング施設もある。スカモンたちのボス、スカモン大王が君臨する。
ファクトリアルタウン
ゴミの山の隣にしてファイル島西岸部に構えられた巨大工場地帯。機械タイプのデジモンによって管理されている。その地下を通る「地下水道」エリアにもまたデジモンが生息する。

### ミスティツリーズエリア
ミスティツリーズ
島の北西部に広がる森。霧に覆われていて、迷わずの森やトロピカジャングルとはまた雰囲気が違う。ジュレイモンが守護している。
ゲッコー湿地（ゲッコーしっち）
ギアサバンナとミスティツリーズの間に広がる湿地帯。蛙の鳴き声がよく響いている。
ダイオン郷（ダイオンきょう）
ゲッコー湿地に隣接し、ゲコモンたちの集まる場所。ゲコモンたちのボスにしてデジモンカードマニアのトノサマゲコモンが君臨する。
おもちゃのまち
ミスティツリーズの奥深くに建設されたその名の通り「玩具の街」。玩具のブロックなどで出来ており、タンクモンやトイ型デジモンによって守護されている。

### フリーズランドエリア
フリーズランド
島の北部一帯を占める巨大氷雪気候エリア。寒さの厳しい環境だが、氷タイプのデジモンたちが多く好んで生息している。
流氷岬（りゅうひょうみさき）
フリーズランドの海岸で、流氷の多く流れ着く場所。流れ着いた流氷の上ではモジャモンたちが生活している。
アイスサンクチュアリ
ファイル島に2か所ある特殊エリアの一つ。フリーズランド内にある氷の館。ワクチン種のパートナーデジモンを連れていないと中に入ることができない。内部にはトレーニング施設もある。エンジェモンが守護していた。

### グレートキャニオンエリア
グレートキャニオン
島の東部に広がる渓谷地帯。崖の上と谷底でかなりの高低差がある。トロピカジャングルから「見えない橋」が架かっている。高い崖のいくつかにはエレベーターが設置されていて上下の移動を助ける。崖の中腹ではモノクロモンによって万事屋が営まれていた。
グレ大橋（グレおおはし）
いくつもの絶壁が連なるグレートキャニオンを繋ぐ橋の一つ。シェルモンが動けなくなった場所。
オーガトリデ
グレートキャニオンの谷底に建てられたオーガモンの基地。内部はオーガモンの部下デジモンが守護する。物資が溢れていて畳にこたつなど生活感はあるが非常に散らかっている。砦内部にはグレートキャニオン上層部へと登るエレベーターが設置されている。

### トロピカジャングルエリア
トロピカジャングル
島の南東に広がる熱帯雨林のエリア。
マングローブ域（マングローブいき）
トロピカジャングル内に形成されたマングローブのエリア。
あみだ森（あみだもり）
トロピカジャングルとダイノ古代境を繋ぐ阿弥陀状に通路の出来た森。ケンタルモンが守護していて侵入した主人公に対しキャノンで砲撃してきた。
ダイノ古代境（ダイノこだいきょう）
トロピカジャングルの奥に形成された恐竜の王国。恐竜型デジモンが生息し、時間の流れが変わる特殊なエリアから成る。ティラノモンによって守護されていたが、その後はティラノ師匠が守護している。
ダイノ古代境時静域（ダイノこだいきょうじせいいき）
ダイノ古代境内で時間の流れがゆっくりとしている（2分の1）エリア。のんびり過ごしたいデジモンたちが集まる。
ダイノ古代境時急域（ダイノこだいきょうじきゅういき）
ダイノ古代境内で時間の流れが速い（2倍）エリア。化石が転がり地層が剥き出しで、周りとは一風変わった風景が広がる。
オーバーデル墓地（オーバーデルぼち）
トロピカジャングルに接する墓地。和式ではなく洋式の墓地で、常に夜の闇に覆われている。墓地内には幽霊型のデジモンが出没する。
闇貴族の館（やみきぞくのやかた）
ファイル島に2か所ある特殊エリアの一つ。オーバーデル墓地の奥に建つ洋館。ウィルス種のパートナーデジモンを連れていないと中に入ることができない。中は広く、トラップが満載である。地下には研究所があったりと、雰囲気が大きく異なるところもある。館の主はヴァンデモン。
シーラ岬（シーラみさき）
トロピカジャングルから川を挟んで迷わずの森から突き出る岬。白い砂と一本のヤシの木が特徴的である。シーラモンが生息しているが、滅多に顔を見せない。

## その他の作品におけるファイル島
ファイル島は『デジモンワールド』で舞台となったのち、続編の『デジモンワールド2』でも登場する。『デジモンワールド2』ではファイル島だけがエリアではないので同ゲームにおいての扱いは低い。しかし『デジモンワールド』と『デジモンワールド2』にはストーリーの関係性はないとされていながらファイル島だけはやや『デジモンワールド』のストーリーが影響している部分がある（関連はデジモンワールド2を参照）。
また、『デジモンストーリー』では、作中に登場する「ふるぼけキャニオン」がかつて「ファイルじま」の一部であったという話が聞けるが、この「ファイルじま」がファイル島のことであるかどうかは不明。

## 登場作品
- デジモンアドベンチャー
- デジモンワールド
- デジモンワールド デジタルカードバトル
- ポケットデジモンワールドシリーズ
- デジモンワールド2
- デジモンバトルターミナル02